# Pedro Comas Barceló
Pedro Comas Barceló (Palma de Mallorca, 1952- Ibidem., 20 de octubre de 2020) fue un periodista español. Consejero editorial y director del diario español Última Hora

## Biografía
Mientras realizaba los estudios de Derecho en la Universidad Autónoma de Barcelona y el servicio militar, en 1972 entró en contacto con el diario Última Hora a través de Pere Bosch. Su entusiasmo por el periodismo que conoció en la redacción del diario se concretó en su decisión por realizar los estudios de periodismo en la UAB.
En 1975 Pedro Serra Bauzá adquirió el rotativo balear, y comenzó a dirigirlo. El tándem formado por Pedro Comas y Pedro Serra convirtió en seis años al diario Última Hora en el más leído en Baleares. Ante la proeza, Pedro Serra le nombró en 1984 director en funciones y después ejecutivo. Pedro Comas permaneció durante tres décadas, hasta que en 2014 fue sustituido por Miquel Serra. Entonces siguió vinculado al Grupo Serra como consejero editorial de Última Hora.
Pedro Comas estaba casado con Ana Morro, que fue regente de los talleres de Última Hora.
Falleció en la ciudad que le había visto nacer 68 años antes, a causa de un cáncer.